# Muslim ibn al-Hadżdżadż
Abu al-Husajn Muslim ibn al-Hadżdżadż ibn Muslim ibn Ward ibn Kauszaz al-Kuszajri an-Najsaburi (ur. ok. 821 w Niszapurze, zm. w 875 w Nasrabadzie) – muzułmański uczony, teolog i tradycjonista. Znawca tradycji religijnej islamu, autor obszernego zbioru hadisów Sahih, który zyskał autorytet w literaturze kanonicznej islamu i zaliczany jest do tzw. sześciu ksiąg (al-kutub as-sitta).